# Provincia de Kermanshah

Condados de Kermanshah

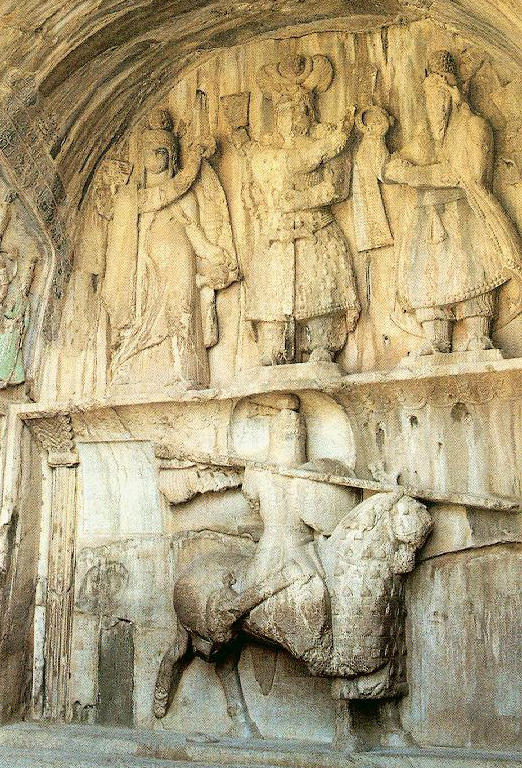
Cosroes y Parviz de pie. A su izquierda Ahura Mazda, a su derecha Anahita, y debajo, Cosroes vestido de caballero persa y montando su caballo favorito, Shabdiz

Kermanshah (en persa: استان كرمانشاه‎, Ostān-e Kermānšāh ) es una de las 31 provincias de Irán. Situada en el oeste del país, fronteriza con Irak. Su capital es Kermanshah. Entre 1979 y los años 1990, la provincia se llamaba Bakhtaran. Tiene una superficie de 24 998 km², que en términos de extensión es similar a la de Cerdeña. Su población es de 1 938 060 habitantes.
El 12 de noviembre de 2017 a las 18:18 UTC, sufrió un fuerte terremoto.

## División política
Kemanshah está dividida en 14 municipios:
- Kermanshah
- Islam Abad-e-Gharb
- Paveh
- Harsin
- Kangavar
- Sonqor
- Javanrood
- Salas-e-babajani
- Ravansar
- Dalahoo
- Gilan-Gharb
- Sahneh
- Qasr-e-Shirin
- Sar-Pol-e-Zahab